# اسلاپوت (اکلاهما)
اسلاپوت (به انگلیسی: Slapout) یک منطقهٔ مسکونی در ایالات متحده آمریکا است که در شهرستان بیور، اکلاهما واقع شده‌است. اسلاپوت ۸ نفر جمعیت دارد و ۷۴۶٫۷۷ متر بالاتر از سطح دریا واقع شده‌است.